# Wiktor Komorowski
Wiktor Komorowski (né le 8 juin 1887 à Minsk - mort le 23 août 1952 à Wrocław en Pologne) est un pilote chasse polonais, as, de l'Armée de l'air impériale russe de la Première Guerre mondiale, titulaire de 6 victoires homologuées. Dès la naissance de l'état polonais, il rejoint de l'Armée polonaise.

## Biographie
Wiktor Komorowski est né en 1887. Durant la Grande Guerre il sert dans l'Armée de l'air impériale russe. Dans les années 1914-1916 il abat 6 avions ennemis.
En 1917 il entre dans le 1er Corps Polonais du général Józef Dowbor-Muśnicki, arrêté par des bolchéviques, il devient par la suite aviateur soviétique. Le 1er août 1919 il rejoint l'Armée polonaise. Il participe à l'Opération Kiev au sein de la 4e escadrille et en devient son commandant par la suite. L'année suivante il prend le commandement de la 36e escadrille et se voit offrir le poste de commandant de l'École supérieure de l'Armée de l'air de Grudziądz. Le 31 décembre 1928 il passe dans la réserve. Pendant la Seconde Guerre mondiale il est interné en Roumanie.
En 1946 il revient en Pologne. Le 16 avril 1951 il est arrêté sur des accusations de possession illégale d'armes à feu et de ne pas avoir informé les autorités de franchissement illégal de la frontière par son fils Bogdan et par Włodzimierz Turski. Le 19 novembre il est condamné par le tribunal militaire à un an et demi de prison. Incarcéré à la prison rue Kleczkowska à Wrocław il y meurt le 23 août 1952 dans des circonstances mystérieuses.